# Professionel
Professionel (af latin "professio": levevej, erhverv, næring; branche; håndtering, bestilling, profession; fag). Som tillægsord bruges "professionel" oftest om en persons lønarbejde, og som navneord om en sådan person, "en professionel" i et fag.
I daglig tale anvendes professionel overvejende på to måder:
1. Adskillelsen af indlærte færdigheder fra autodidakte færdigheder: Den, der er skolet i praktiske færdigheder, arbejdsetik og -disciplin vs. udøveren af en fritidsbeskæftigelse, en amatør.
2. Synonymt med at udøve betalt, faglært arbejde.

I brancher, hvor udøvere er overvejende autodidakte, er vurderingen af det betalte arbejde dog afhængig af sammenhængen, hvor stor synlighed ofte ligestilles med profession. F.eks. under idrætsudøvelse omtales en fodboldspiller først som (fagligt) professionel, når vedkommende "købes" og "sælges" mellem forskellige klubber og får penge for at udøve sin sport, mens en forfatter først antages at være professionel, når vedkommende jævnligt omtales i medierne, modtager offentlige kunstlegater og hædersbevisninger og har bøger stående på hylderne i biblioteker og boghandlere. Begrebet påhæftes sjældent traditionelle erhverv som læger, håndværkere osv., da man går ud fra at udøverne hér lever af deres erhverv.
Professionelle antages ofte at have en særlig samfundsmæssig status, og gives ofte monopol på de ydelser, de leverer , gennem særlige lovsæt, der tilsigter at beskytte såvel leverandører som brugere – f.eks. etisk opførsel, ankemuligheder, sikkerhedsregler o.a.
Den sociologiske definition på profession er en særligt uddannet erhvervsgruppe, som ved særlig teoretisk og videnskabeligt funderet viden og/eller subjektivt opbygget praksiserfaring adskiller sig fra andre erhverv. Professioner opdeles i "klassiske" professioner som præster, læger og advokater, og i "semi-professioner“ som folkeskolelærere, sygeplejersker, socialrådgivere, samt håndværksprofessionerne elektriker, tømrer osv.
Fordi så mange mennesker i dag udtrykker sig i de kunstneriske felter, er det tilfaldet skattevæsnet magt at definere professionalisme på det kunstneriske område. Skattevæsnets placering af et kunstområdes udøver inden eller uden for den skattemæssige gråzone kaldet "kunstneres beskatning", med tilståelse af forskellige niveauer af fradragsret, opdeler således kunstnere i professionelle kunstnere og "hobbykunstnere". Hvilket dog ikke altid er lig hhv. højt og lavt indtægtsniveau.
Ordet "professionel" høres ofte anvendt med forstærkende superlativer som betegnelse for ulasteligt udført arbejde, altså arbejde der fuldstændigt overholder samfundets eller en kundes normer og krav: "Det er hyper-professionelt udført" – men er ikke i sig selv en definition på høj kvalitet eller kunst, høj etik eller at være veldisciplineret, om end det ofte anvendes i dén forbindelse.